# 章禹
章禹（？—？），嬴姓，是中国历史上春秋时期徐国的最后一任君主。公元前512年，徐国被吴国灭亡。子孙以国为姓，是为徐姓。
前538年（鲁昭公四年）夏，楚灵王、蔡灵侯、陈哀公、鄭簡公、许悼公、徐子章禹、滕悼公、顿国国君、胡国国君、沈国国君、小邾穆公、宋世子佐、淮夷在申会盟。徐国的国君，是吴国女子生的，楚灵王认为他有二心，在申地将他逮捕。前537年（鲁昭公五年）冬，楚灵王、蔡灵侯、陈哀公、许悼公、徐君章禹、顿国国君、沈国国君、越国国君率军讨伐吴国。前536年（鲁昭公六年）楚灵王派薳泄进攻徐国。吴国人救援徐国。吴国在房钟之战击败楚国。前530年（鲁昭公十二年）楚灵王派兵包围徐国以威胁吴国。前526年（鲁昭公十六年）齐景公发兵进攻徐国。二月十四日，齐军到达蒲隧。徐国人求和，章禹和郯国国君郯子、莒国国君莒共公会见齐景公，在蒲隧结盟，送给齐景公甲父之鼎。前523年（鲁昭公十九年）邾国国君邾莊公、郳国国君郳恭公、徐国国君章禹会见宋元公。五月十二日，在虫地一起结盟。前515年（鲁昭公二十七年）吴国的公子掩馀逃奔徐国。前512年（鲁昭公三十年）吴王阖闾让徐国人逮捕掩馀，掩馀逃亡到楚国。吴王大怒。十二月，吴王进攻徐国，堵住山上的水再灌入徐国。十二月二十三日，灭亡徐国。章禹剪断头发，带着他夫人迎接吴王。吴王抚慰后送他走，他的近臣跟随，逃亡到了楚国。楚国沈尹戌领兵救徐国，徐国已经灭亡。于是就在夷地筑城，让章禹住在夷地。